# آوای-لیموزین
آوای-لیموزین (به فرانسوی: Availles-Limouzine) یک کمون در فرانسه است که در canton of Availles-Limouzine واقع شده‌است. آوای-لیموزین ۵۷٫۹۰ کیلومتر مربع مساحت دارد ۶۰ متر بالاتر از سطح دریا واقع شده‌است. طبق آمار سال ۲۰۱۹ جمعیت این کمون ۱۲۴۴ نفر است. 